# Xenopirostris xenopirostris
Il vanga di Lafresnaye (Xenopirostris xenopirostris (Lafresnaye, 1850)) è un uccello della famiglia Vangidae, endemico del Madagascar.

## Distribuzione e habitat
La specie è un endemismo del Madagascar sud-occidentale.
Il suo habitat è la foresta spinosa.